# Matthew Dellavedova
Matthew Dellavedova (Maryborough, 8 de setembro de 1990) é um australiano jogador profissional de basquetebol que atualmente joga pelo Sacramento Kings da NBA.
Ele jogou no basquetebol universitário pelo Saint Mary's College of California e também joga pela Seleção Australiana.

## Infância e Juventude
Dellavedova é o primeiro filho de uma família de 3 filhos, sendo a sexta geração de Ítalos-australianos. Seu pai, Mark, foi jogador de Futebol australiano e sua mãe, Leanne, jogadora de netball. 
Dellavedova começou a jogar basquete com 4 anos de idade. Ele jogou pelo Maryborough Regional College e jogou nas equipes juniores do Maryborough Blazers e Bendigo Braves.
Antes de jogar basquete, ele jogou Futebol Australiano em nível de juniores. Ele jogou na posição de wing e fez um total de 32 gols em 26 jogos entre 1999 e 2001, porém deixou o jogo de lado pra se focar somente no basquete. Ele resolveu deixar o jogo ainda criança, ele era um ávido torcedor do Collingwood Magpies na Australian Football League. 
Em 2007, ele se mudou para Canberra e assinou por 3 temporadas com o Australian Institute of Sport (AIS) onde jogou na "South East Australian Basketball League". 
As irmãs de Dellavedova também jogam basquete, sua irmã mais nova Yana, joga pela Universidade Estadual de Long Beach.

## Carreira universitária

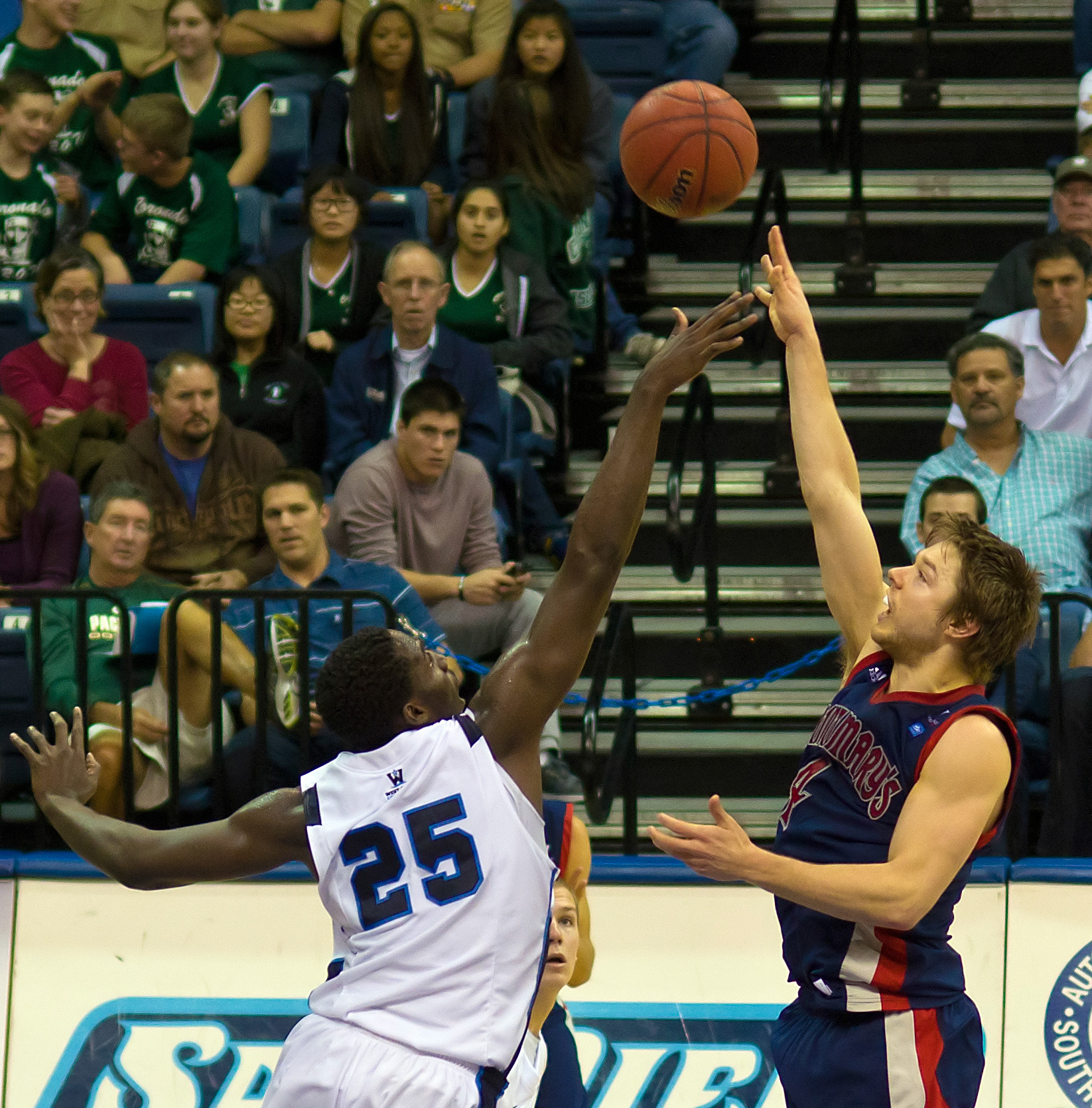
Dellavedova em janeiro de 2012, arremessando contra San Diego.

Dellavedova foi recrutado pel Saint Mary's College of California em 2009 e assinou pelos Gaels depois da temporada de 2009-10. Ele foi o top 1 dos juniores que jogavam na Austrália (o site ESPN.com rankeou Dellavedova como #73 na temporada de recrutamento de 2008-09).
Dellavedova imediatamente contribuiu para que os Gaels começassem ganhando seus primeiros 15 jogos na temporada. Em 2009-10, ele teve médias de 12.1 pontos, 3.5 rebotes e 4.5 assistências por jogo.
Em 2012-13, Dellavedova foi selecionado para o "Academic All-America" e foi finalista do "Senior CLASS Award".
Dellavedova terminou sua carreira no basquete universitário como o maior pontuador, líder de assistências, mais jogos disputados, maior porcentagem de lance livre e maior numero de acertos de 3 pontos na história da universidade.
St. Mary aposentou a camisa #4 de Dellavedova em 15 de fevereiro de 2014, ele foi o segundo jogador a ter seu número aposentado no basquete universitário.

## Carreira Profissional

### Cleveland Cavaliers (2013-2016)

#### Temporada de 2013-14
Depois de não ser draftado no Draft da NBA de 2013, Dellavedova assinou com o Cleveland Cavaliers para a Summer League de 2013. Em 12 de Setembro de 2013, ele assinou um contrato de 2 anos com os Cavaliers no valor de $1.3 milhões. 
Em 26 de Março de 2014, ele fez o seu melhor jogo com 21 pontos e 6 assistências em uma vitória contra o Detroit Pistons por 97-96.
Nessa temporada, ele teve médias de 17.7 minutos, 4.7 pontos, 1.7 rebotes e 2.6 assistências.

#### Temporada de 2014-15

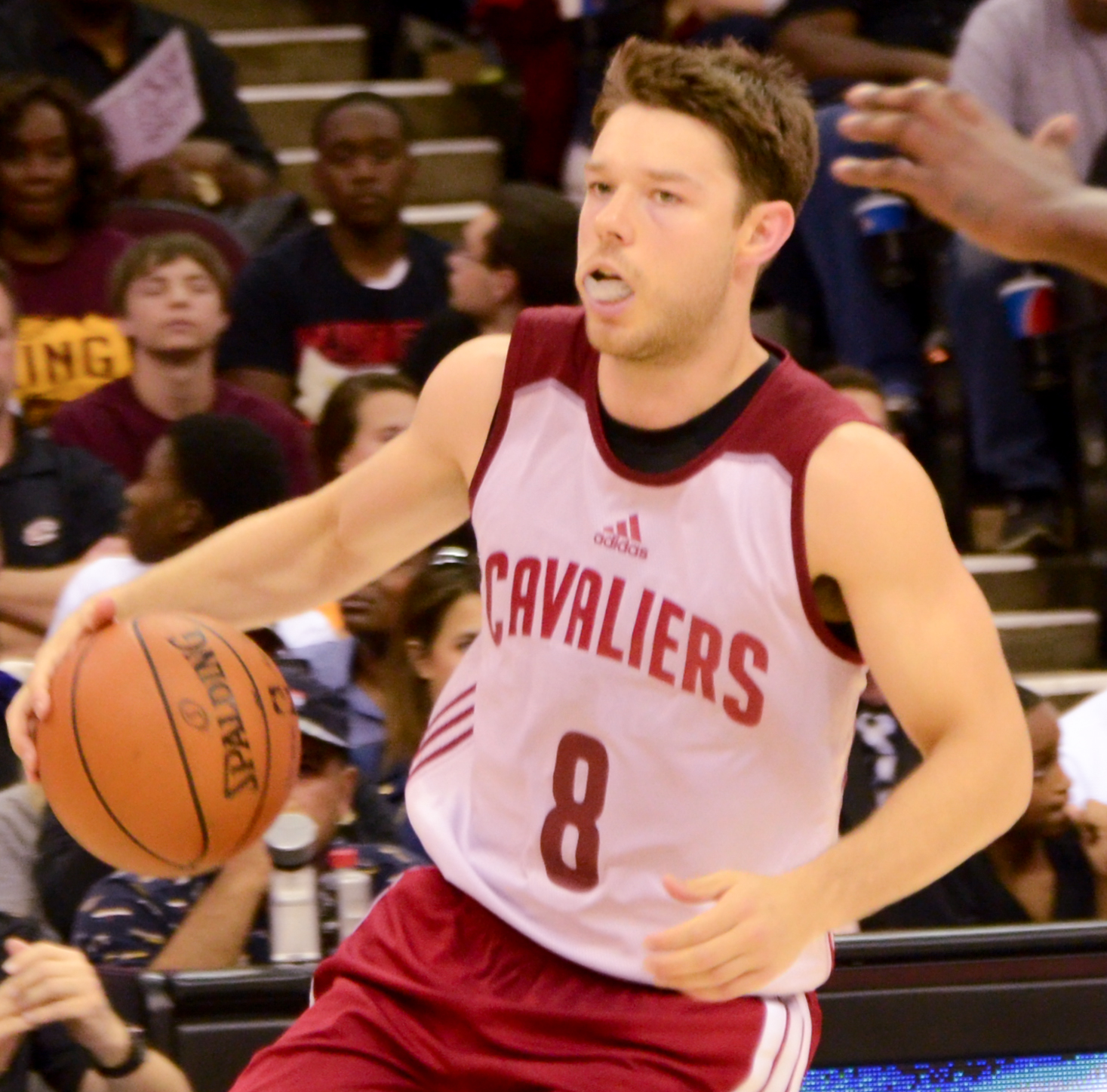
Dellavedova com o Cleveland Cavaliers em 2014

Em 9 de novembro de 2014, ele sofreu uma lesão na derrota para o Portland Trail Blazers que o deixou de fora por 4 a 6 semanas. Em 8 de Dezembro de 2014, ele voltou da lesão contra o Brooklyn Nets.
Em 14 de Maio de 2015, Dellavedova foi o cestinha da partida contra o Chicago Bulls com 19 pontos e ajudou o time a avançar as finais de conferência pela primeira vez desde 2009.
Depois da vitória dos Cavaliers no Jogo 3 contra o Atlanta Hawks nas Finais de Conferência, o jogo agressivo de Dellavedova se tornou um ponto de discussão com o jogador sendo descrito como "sujo". Afastando as criticas, seu companheiro de time LeBron James e a lendaCharles Barkley defenderam o estilo de jogo de Dellavedova. 
No Jogo 3 das Finais da NBA contra o Golden State Warriors, Dellavedova contribuiu com 20 pontos mas com a ausência de Kyrie Irving, os Cavaliers perderam o jogo e os Warriors tomaram a liderança da série por 2-1. Os Cavaliers ainda perderiam os 3 próximos jogos daquela série com Dellavedova com aproveitamento de apenas 19% nos últimos 3 jogos.
Nessa temporada, ele teve médias de 20.6 minutos, 4.8 pontos, 1.9 rebotes e 3.0 assistências.

#### Temporada de 2015-16
Em 27 de julho de 2015, Dellavedova renovou com os Cavaliers. 
Em 19 de novembro de 2015, ele fez 7 pontos e 13 assistências em uma vitória de 115-100 contra o Milwaukee Bucks. 4 dias depois, ele foi titular e registrou 15 pontos e 9 assistências em uma vitória contra o Orlando Magic por 117-103. 
Em janeiro de 2016, Dellavedova foi eleito o "Jogador Mais Sujo da NBA" em uma votação de 24 jogadores, treinadores e assistentes conduzido pelo Los Angeles Times, recebendo 13 votos (que aparece na cédula como mais da metade das pessoas que votou).
Dellavedova ajudou os Cavaliers a derrotar o Toronto Raptors em 27 de maio no Jogo 6 das finais da Conferência Leste. Com essa vitória, os Cavs avançou para a sua segunda final de NBA consecutiva. Nas finais, em uma revanche contra os Warriors, os Cavaliers tornaram-se o primeiro time na história da NBA a ganhar o título após estar perdendo por 3-1 na série.
Nessa temporada, ele teve médias de 24.6 minutos, 7.5 pontos, 2.1 rebotes e 4.4 assistências.

### Milwaukee Bucks (2016-2018)

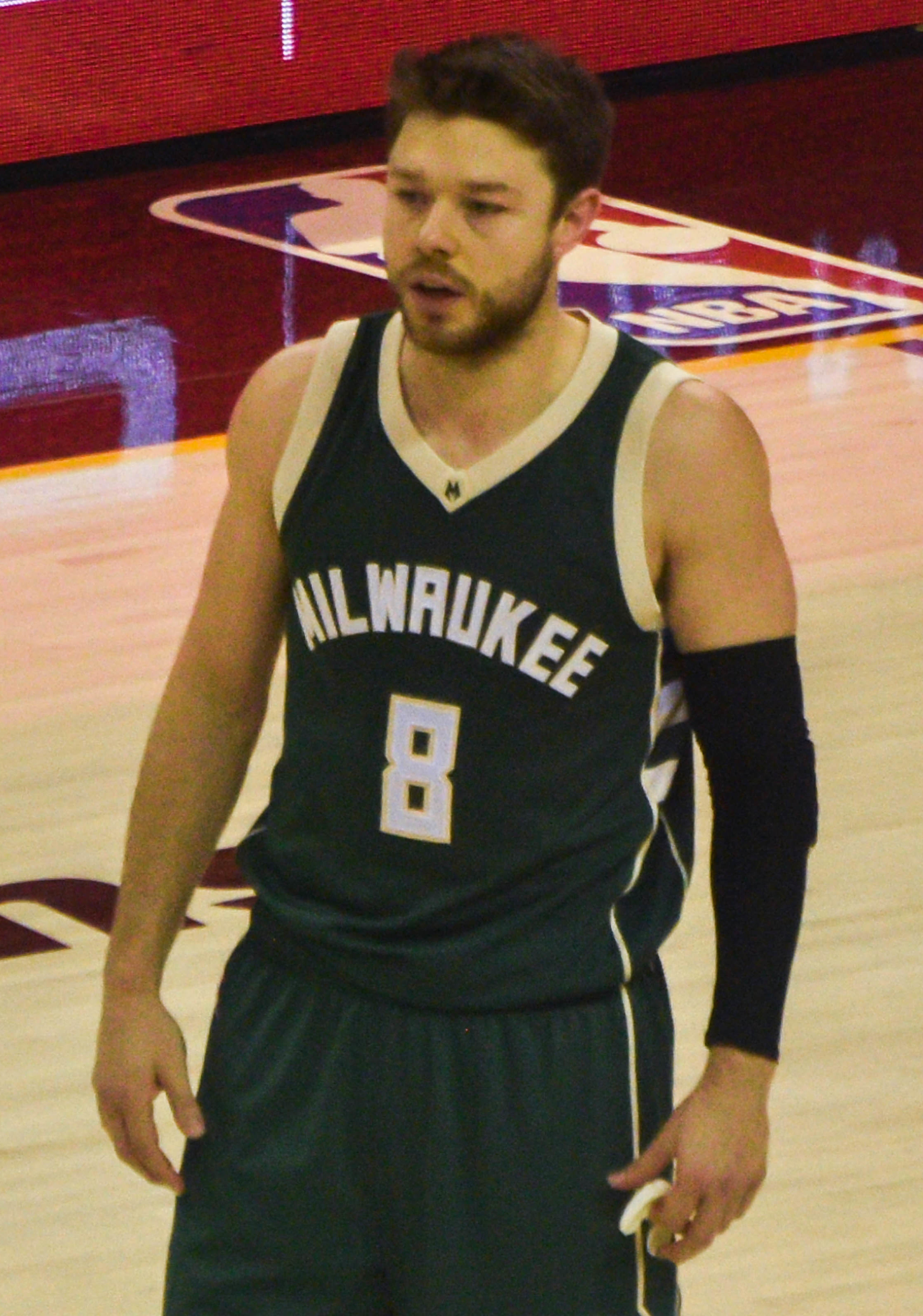
Dellavedova com o Bucks em 2016

Em 7 de julho de 2016, Dellavedova foi adquirido pelo Milwaukee Bucks em troca de Albert Miralles. O contrato de Dellavedova deu a ele US $ 38 milhões em quatro anos.
Ele estreou nos Bucks na estréia da temporada em 26 de outubro de 2016, marcando 11 pontos em 29 minutos na derrota por 107-96 para o Charlotte Hornets. Depois de iniciar todos os 30 jogos no começo da temporada, ele perdeu cinco jogos seguidos no final de dezembro e no início de janeiro com uma lesão no tendão direito.
Dellavedova perdeu 15 jogos consecutivos com uma tendinite no joelho esquerdo durante novembro e dezembro da temporada de 2017-18. Uma entorse no tornozelo direito sofrida em 4 de fevereiro contra os Nets viu Dellavedova perder 29 jogos seguidos, voltando à ação no final da temporada regular dos Bucks contra o Philadelphia 76ers em 11 de abril.

### Retorno a Cleveland (2018-Presente)
Em 7 de dezembro de 2018, Dellavedova foi adquirido pelo Cleveland Cavaliers em uma negociação que envolvou três equipes que também envolveu o Washington Wizards.
Em seu jogo de volta pelos Cavaliers, em Milwaukee, três dias depois, Dellavedova foi aplaudido ao entrar no jogo e terminou com 11 pontos em 16 minutos, em uma derrota por 108-92 para os Bucks.

## Carreira internacional
Dellavedova competiu pelo time júnior da Austrália no Campeonato Mundial Sub-19 em 2009. Ele foi o terceiro maior pontuador do time - média de 10.1 pontos por jogo - e a Austrália ficou em 4° lugar. 
Ele foi chamado pra Seleção Australiana pra competir no Campeonato Oceânico em 2009. Com 19 anos, ele foi o australiano mais jovem a atuar em uma competição. Ele competiu pelos Boomers nas Olimpíadas de 2012 e na Campeonato Mundial de Basquetebol Masculino de 2014.

## Perfil do jogador
Dellavedova é conhecido por seus altos níveis de esforço enquanto joga. Vários jogadores, treinadores e comentaristas elogiaram sua resistência e competitividade, principalmente na defesa. Por causa de sua agressividade, alguns colocaram Dellavedova como imprudente ou sujo. No entanto, vários jogadores atuais e antigos falaram em defesa de Dellavedova, incluindo LeBron James, Kobe Bryant e Charles Barkley. Os pontos fortes ofensivos de Dellavedova incluem seu arremesso de três pontos e sua capacidade de passe.

## Estatísticas

### NBA
| † | Campeão da NBA |

#### Temporada regular
| Ano      | Equipe      | PJ  | PT | MPJ  | AP   | 3P   | LL    | RT  | AS  | BR | TO | PPJ |
| -------- | ----------- | --- | -- | ---- | ---- | ---- | ----- | --- | --- | -- | -- | --- |
| 2013-14  | Cleveland   | 72  | 4  | 17.7 | .412 | .368 | .792  | 1.7 | 2.6 | .5 | .1 | 4.7 |
| 2014-15  | Cleveland   | 67  | 13 | 20.6 | .362 | .407 | .763  | 1.9 | 3.0 | .4 | .0 | 4.8 |
| 2015-16  | Cleveland † | 76  | 14 | 24.6 | .405 | .410 | .864  | 2.1 | 4.4 | .6 | .1 | 7.5 |
| 2016-17  | Milwaukee   | 76  | 54 | 26.1 | .390 | .367 | .854  | 1.9 | 4.7 | .7 | .0 | 7.6 |
| 2017-18  | Milwaukee   | 38  | 3  | 18.7 | .362 | .372 | .926  | 1.7 | 3.8 | .4 | .0 | 4.3 |
| 2018-19  | Milwaukee   | 12  | 0  | 8.1  | .316 | .364 | 1.000 | .8  | 2.4 | .2 | .0 | 1.7 |
| 2018-19  | Cleveland   | 36  | 0  | 19.9 | .413 | .336 | .792  | 1.9 | 4.2 | .3 | .1 | 7.3 |
| 2019-20  | Cleveland   | 57  | 4  | 14.4 | .354 | .231 | .865  | 1.3 | 3.2 | .4 | .0 | 3.1 |
| 2020-21  | Cleveland   | 13  | 1  | 17.2 | .250 | .160 | 1.000 | 1.8 | 4.5 | .3 | .1 | 2.8 |
| 2022-23  | Sacramento  | 32  | 0  | 6.7  | .340 | .333 | .571  | .4  | 1.3 | .2 | .0 | 1.5 |
| Carreira | Carreira    | 479 | 93 | 19.4 | .385 | .363 | .835  | 1.7 | 3.5 | .4 | .0 | 5.2 |

#### Playoffs
| Ano      | Equipe      | PJ | PT | MPJ  | AP   | 3P   | LL    | RT  | AS  | BR | TO | PPJ |
| -------- | ----------- | -- | -- | ---- | ---- | ---- | ----- | --- | --- | -- | -- | --- |
| 2015     | Cleveland   | 20 | 7  | 24.9 | .346 | .316 | .781  | 2.1 | 2.7 | .5 | .0 | 7.2 |
| 2016     | Cleveland † | 20 | 0  | 12.1 | .351 | .258 | .750  | .8  | 2.8 | .1 | .1 | 3.9 |
| 2017     | Milwaukee   | 6  | 0  | 26.5 | .390 | .375 | .800  | 2.0 | 2.0 | .2 | .0 | 7.7 |
| 2018     | Milwaukee   | 6  | 0  | 13.0 | .333 | .222 | 1.000 | .8  | 2.7 | .3 | .0 | 2.0 |
| Carreira | Carreira    | 52 | 7  | 19.1 | .355 | .292 | .832  | 1.4 | 2.5 | .2 | .0 | 5.2 |

### Universitário
| Ano      | Equipe       | PJ  | PT  | MPJ  | AP   | 3P   | LL   | RT  | AS  | BR  | TO | PPJ  |
| -------- | ------------ | --- | --- | ---- | ---- | ---- | ---- | --- | --- | --- | -- | ---- |
| 2009–10  | Saint Mary's | 34  | 34  | 36.4 | .390 | .398 | .850 | 3.5 | 4.5 | 1.2 | .0 | 12.1 |
| 2010–11  | Saint Mary's | 34  | 31  | 35.3 | .418 | .376 | .881 | 3.6 | 5.3 | 1.2 | .0 | 13.4 |
| 2011–12  | Saint Mary's | 33  | 33  | 37.5 | .446 | .355 | .857 | 3.3 | 6.4 | .8  | .1 | 15.5 |
| 2012–13  | Saint Mary's | 35  | 35  | 36.4 | .404 | .382 | .852 | 3.4 | 6.4 | 1.1 | .1 | 15.8 |
| Carreira | Carreira     | 136 | 133 | 36.4 | .414 | .377 | .860 | 3.4 | 5.6 | 1.0 | .0 | 14.2 |

Fonte:

## Vida pessoal
Dellavedova se casou com sua namorada de longa data, Anna Schroeder, em 1 de julho de 2017. Eles e conheceram em Saint Mary's, onde ela jogava vôlei e era uma aluna do quadro de honra. Eles começaram a namorar após o último ano. Em 5 de julho de 2019, o casal anunciou que estava esperando seu primeiro filho, um menino.
Ele tem um primo em segundo grau, também chamado Matthew, que é tenista na Austrália.

### Envolvimento da comunidade
Em 28 de março de 2015, Dellavedova acompanhou Jackie Custer, uma paciente de câncer de 17 anos, ao evento "A Prom to Remember" do Hospital Infantil de Akron. Custer foi convidado a escolher um convidado celebridade para acompanhá-la ao evento e escolheu Dellavedova. Custer declarou: "Ir ao baile com Delly foi uma noite que nunca esquecerei. Foi definitivamente mágico. Ele é o cara mais doce que eu já conheci".